# David Rapaport
David A. Rapaport (Budapest, 30 settembre 1911 – Stockbridge, 14 dicembre 1960) è stato uno psicologo e psicoanalista ungherese naturalizzato americano. Durante la sua carriera, Rapaport fu una figura di spicco della psicologia clinica e della teoria psicoanalitica.

## Biografia
Rapaport nacque a Budapest (Ungheria), il 30 settembre 1911 da una famiglia borghese di origine ebraica. Studente precoce, ha conseguito nel 1935 il Bachelor of Science in matematica e fisica sperimentale e un dottorato di ricerca in psicologia e filosofia nel 1938, tutti ottenuti all'Università Loránd Eötvös di Budapest. Dal 1932 al 1934, visse in un kibbutz in Palestina, dove incontrò e sposò Elvira Strasser e con cui ebbe la sua prima figlia, Hanna. Dopo essere tornato in Ungheria nel 1935, ha guidato il movimento dei giovani sionisti e ha iniziato a studiare psicoanalisi dal 1935 al 1938 in Ungheria.
Nel dicembre del 1938, Rapaport e famiglia emigrarono negli Stati Uniti, con l'aiuto del Comitato di emergenza per l'assistenza e l'immigrazione dell'American Psychoanalytic Association. Inizialmente, lavorò come psicologo presso il Mount Sinai Hospital a New York, per poi assumere la stessa posizione presso l'Osawatomie State Hospital in Kansas.
Dal 1940 al 1948 Rapaport fece parte dello staff della Menninger Clinic, a Topeka. In questa struttura divenne il primo psicologo a tempo pieno nella storia della clinica e assunse rapidamente il ruolo di direttore della School of Clinical Psychology, quindi capo del dipartimento di ricerca. Nel 1943 nacque la seconda figlia, Juliette.
Dal 1948 fino alla sua morte, Rapaport fu uno dei membri dello staff dell'Austen Riggs Center, a Stockbridge, nel Massachusetts. Morì di infarto il 14 dicembre 1960, all'età di quarantanove anni.
Nel 1960, è stato insignito del premio Division of Clinical Psychology dall'American Psychological Association, per gli importanti contributi alla scienza e alla professione di psicologo clinico.

## Lavori

### Test diagnostici
I suoi primi e importanti lavori riguardarono i test psicologici diagnostici. Rapaport cercò, come fecero prima di lui Kraepelin e Bleuler, di identificare e descrivere le organizzazioni patologiche del pensiero. Considerava infatti l'organizzazione del pensiero come la chiave per comprendere le dinamiche della personalità.
Rapaport sviluppò una batteria completa di test standard, che comprendeva sia scale di valutazione cognitiva che di personalità; fornendo anche una griglia per analizzarne i risultati. Egli sosteneva che qualsiasi comportamento e risposta al test, dovevano derivare dalla personalità dell'individuo, che offriva così un modo per osservare come essa fosse organizzata.

### Teoria psicoanalitica
Rapaport ha giocato un ruolo di primo piano nello sviluppo della psicologia dell'Io e il suo lavoro ha rappresentato probabilmente l'apice di tale teoria. Nella sua influente monografia The Structure of Psychoanalytic Theory (1960), Rapaport ha organizzato la psicologia dell'Io in una teoria integrata, sistematica e gerarchica in grado di generare ipotesi empiricamente verificabili. Secondo Rapaport, la teoria psicoanalitica - espressa attraverso i principi della psicologia dell'Io - diveniva una "psicologia generale basata su costrutti biologici" in grado di spiegare l'intera gamma del funzionamento psicologico (ad esempio, memoria, percezione, motivazione) e comportamentale umano.

## Opere
- Rapaport, D. (1942). Freudian Mechanisms and Frustration Experiments. Psychoanal Q., 11:503-511.
- Rapaport, D., Gill, M., & Schafer, R. (1945). Diagnostic Psychological Testing, Volume I. Chicago, IL: The Year Book Publishers.
- Rapaport, D., Gill, M., & Schafer, R. (1946). Diagnostic Psychological Testing, Volume II. Chicago, IL: The Year Book Publishers.
- Rapaport, D. (1950). On the Psycho-Analytic Theory of Thinking. Int. J. Psycho-Anal., 31:161-170.
- Rapaport, D. (1950). Organization and Pathology of Thought. New York, NY: Columbia University Press.
- Rapaport, D. (1953). On the Psycho-Analytic Theory of Affects. Int. J. Psycho-Anal., 34:177-198.
- Rapaport, D., Gill, M.M. (1959). The Points of View and Assumptions of Metapsychology. Int. J. Psycho-Anal., 40:153-162.
- Rapaport, D. (1960). The structure of psychoanalytic theory: A systematic attempt. International Universities Press, Inc.
- Rapaport, D. (1967). The Collected Papers of David Rapaport [1942-1960] (Merton M. Gill, editor). New York: Basic Books.